# Åstrup Sogn (Faaborg-Midtfyn Kommune)
Åstrup Sogn ist eine Kirchspielsgemeinde (dän.: Sogn)
auf der Insel Fyn (dt.: Fünen) im südlichen Dänemark.
Bis 1970 gehörte sie zur Harde Sallinge Herred im damaligen Svendborg Amt, danach zur Faaborg Kommune im
Fyns Amt, die im Zuge der  Kommunalreform zum 1. Januar 2007 in der
Faaborg-Midtfyn Kommune in der Region Syddanmark aufgegangen ist.

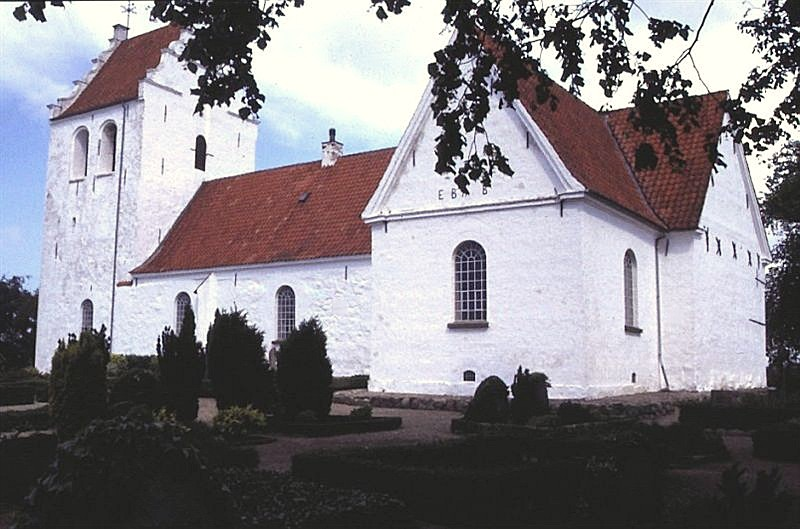
Åstrup Kirke

Im Kirchspiel leben 463 Einwohner, davon 215 im Kirchdorf (Stand: 1. Januar 2023). Im Kirchspiel liegt die Kirche „Åstrup Kirke“.
Nachbargemeinden sind im Nordosten Diernæs Sogn und im Nordwesten Vester Åby Sogn.